# Statskalender

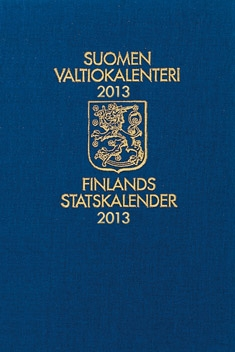
Finlands statskalender 2013

Statskalender är en regelbundet utgiven kalender eller årsbok som innehåller information om styret och förvaltningen av en stat eller flera stater, bland annat förtecknas ämbetsinnehavare. Förebilden är den franska Almanach royal som började utges 1679. I Sverige utges Sveriges statskalender, i Danmark Kongelig Dansk Hof- og Statskalender och i Norge tidigare Norges statskalender. Efter separationen med Sverige utges sedan 1811 efter samma mönster Finlands statskalender, med den finskspråkiga utgåvan Suomen valtiokalenteri.